# 瀬川深 (俳人)
瀬川 深（せがわ ふかし、1885年1月5日 - 1948年）は、岩手県出身の医師、歌人・俳人である。雅号として藻外を名乗った。

## 来歴
1885年（明治18年）1月5日、岩手県江釣子村（現・北上市）の瀬川早水の三男に生れる。のちに、同族の医師の瀬川雅夫の養子となった。実父の早水は1846年（弘化3年）に村宿の長男として生まれ、のちに江釣子小学校を創設。1899年から1903年まで同村の助役を務めたのち板垣退助が率いる自由党のもとでの自由民権運動を推進した。
深は旧制盛岡中学校（現・岩手県立盛岡第一高等学校）に入学。同学年にはともに医師を志した小林茂雄や岡山儀七、一級上には歌人の石川啄木がおり、さらに先輩には金田一京助や及川古志郎、野村胡堂らがいた。1900年、中学2年の時に回覧雑誌『五月雨』を発行。その頃啄木は『三日月』を編集しており、翌年に深と啄木は両誌を統合し『爾伎多麻（にぎたま）』を発行した。中学3年の時に、4年生であった啄木が結成した短歌サークル「白羊会」に参加した。
中学卒業後は旧制第六高等学校（岡山大学の前身校の一つ）に進学。京都帝国大学（現・京都大学医学部）を卒業したのち小児科医となり、静岡県浜松市に居住した。その後も啄木や金田一京助との親交は生涯にわたって続き、1904年に深が啄木に捧げた詩『鶴飼橋』と、1906年に啄木が深に贈った詩『友藻外に』が、ともに当時の『明星』に掲載された。1908年に京助から深に宛てられた長文の手紙は、岩手県盛岡市の盛岡てがみ館に常設展示されている。
1903年8月に『明星』に掲載された短歌は、1999年に北上市教育委員会によって江釣子郵便局前に建立された歌碑に刻まれている。